# فريا ألان
فريا آلان من مواليد (6 سبتمبر 2001) هي ممثلة إنجليزية ، معروفة لدورها كأميرة سيريلا في مسلسل الساحر

## الطفولة والتعليم
ولدت فريا آلان في أوكسفوردشاير ، إنجلترا ، إرتادتمدرسة هيدنجتون في أكسفورد .   و واصلت ألان تعليمها الفني في المدرسة الوطنية للسينما والتلفزيون في بيكونسفيلد ، بكينجهامشير ، حيث كجزء من دراستها التمثيلية ، قامت كبداية بلعب البطولة فيلمين قصيرين ، عصفور أزرق و The Christmas Tree . ثم ذهبت آلان للدراسة في جامعة الفنون بورنموث حيث قامت بدور ليندا في الفيلم القصير ( الكابتن فيرس) . 

## مسار مهني
تلعب آلان دور البطولة إلى جانب هنري كافيل في دور الأميرة سيريلا في مسلسل The Witcher من Netflix ، وهي سلسلة من الدراما الخيالية التي صممها لورين شميدت هيسريتش مقتبسة من سلسلة كتب The Witcher للكاتب البولندي Andrzej Sapkowski .    عاشت آلان في بودابست ، المجر ، لمدة ثمانية أشهر أثناء تصوير المسلسل.  و سوف تلعب آلان دور البطولة في الموسم الثاني من فيلم The Witcher ، الذي من المقرر أن يتم إنتاجه في لندن في أوائل عام 2020 وسيظهر لأول مرة في عام 2021. 

## فيلموغرافي (قائمة الأفلام التي لعبت أدوار بها)
| عام                   | عنوان             | وظيفة                 | ملاحظات                     |
| --------------------- | ----------------- | --------------------- | --------------------------- |
| 2017                  | طائر أزرق         | داني                  | قصيرة                       |
| 2017                  | شجرة الكريسماس    | فتاة شجرة عيد الميلاد | قصيرة                       |
| 2017                  | الكابتن شرسة      | ليندا                 | قصيرة                       |
| 2018                  | في الأراضي الوعرة | مينيرفا يونغ          | 1 حلقة                      |
| 2019                  | حرب العالمين      | مريم العذراء          | 1 حلقة                      |
| 2019 إلى الوقت الحاضر | الساحر            | CIRI                  | دور أساسي                   |
| 2020                  | البارود ميلك شيك  | يونغ إيفا             | فيلم؛ مرحلة ما بعد الإنتاج  |
| 2020                  | اليوم الثالث      | كارلي                 | المسلسلات القادمة ؛ 5 حلقات |

## روابط خارجية
- فريا ألان على موقع IMDb (الإنجليزية)
- فريا ألان على موقع ميتاكريتيك (الإنجليزية)
- فريا ألان على موقع روتن توميتوز (الإنجليزية)
- فريا ألان على موقع ألو سيني (الفرنسية)
- فريا ألان على موقع ميوزك برينز (الإنجليزية)
- فريا ألان على موقع ديسكوغز (الإنجليزية)
- فريا ألان على موقع قاعدة بيانات الفيلم (الإنجليزية)
- فريا ألان على موقع كينوبويسك (الروسية)